# Стеббинс, Ричард
Ричард Вон Стеббинс (англ. Richard Vaughn Stebbins; род. 14 июня 1945) — американский легкоатлет, который специализировался в беге на короткие дистанции.

## Биография
Олимпийский чемпион в эстафете 4×100 метров (1964).
7-е место в беге на 200 метров на Олимпиаде-1964.
Эксрекордсмен мира в эстафете 4×100 метров.
По завершении спортивной карьеры работал школьным преподавателем гуманитарных дисциплин в Мэриленде.